# تشارلز رويال جونسون
تشارلز رويال جونسون (بالإنجليزية: Charles Royal Johnson)‏ هو رياضياتي أمريكي، ولد في 28 يناير 1948 في إلخارت في الولايات المتحدة.